# Astrocles japonicus
Astrocles japonicus är en sjöstjärneart som beskrevs av Korovchinsky 1976. Astrocles japonicus ingår i släktet Astrocles och familjen Freyellidae. Inga underarter finns listade i Catalogue of Life.